# SETD6
SETD6 (англ. SET domain containing 6) – білок, який кодується однойменним геном, розташованим у людей на короткому плечі 16-ї хромосоми. Довжина поліпептидного ланцюга білка становить 473 амінокислот, а молекулярна маса — 53 189.
| 10         |  | 20         |  | 30         |  | 40         |  | 50         |
| ---------- |  | ---------- |  | ---------- |  | ---------- |  | ---------- |
| MATQAKRPRV |  | AGPVDGGDLD |  | PVACFLSWCR |  | RVGLELSPKV |  | SERAGGRRTR |
| GGARAALTSP |  | PAQVAVSRQG |  | TVAGYGMVAR |  | ESVQAGELLF |  | VVPRAALLSQ |
| HTCSIGGLLE |  | RERVALQSQS |  | GWVPLLLALL |  | HELQAPASRW |  | RPYFALWPEL |
| GRLEHPMFWP |  | EEERRCLLQG |  | TGVPEAVEKD |  | LANIRSEYQS |  | IVLPFMEAHP |
| DLFSLRVRSL |  | ELYHQLVALV |  | MAYSFQEPLE |  | EEEDEKEPNS |  | PVMVPAADIL |
| NHLANHNANL |  | EYSANCLRMV |  | ATQPIPKGHE |  | IFNTYGQMAN |  | WQLIHMYGFV |
| EPYPDNTDDT |  | ADIQMVTVRE |  | AALQGTKTEA |  | ERHLVYERWD |  | FLCKLEMVGE |
| EGAFVIGREE |  | VLTEEELTTT |  | LKVLCMPAEE |  | FRELKDQDGG |  | GDDKREEGSL |
| TITNIPKLKA |  | SWRQLLQNSV |  | LLTLQTYATD |  | LKTDQGLLSN |  | KEVYAKLSWR |
| EQQALQVRYG |  | QKMILHQLLE |  | LTS        |  |            |  |            |

A: Аланін

C: Цистеїн

D: Аспарагінова кислота

E: Глутамінова кислота

F: Фенілаланін

G: Гліцин

H: Гістидин

I: Ізолейцин

K: Лізин

L: Лейцин

M: Метіонін

N: Аспарагін

P: Пролін

Q: Глутамін

R: Аргінін

S: Серин

T: Треонін

V: Валін

W: Триптофан

Кодований геном білок за функціями належить до трансфераз, метилтрансфераз. 
Задіяний у такому біологічному процесі, як альтернативний сплайсинг. 
Білок має сайт для зв'язування з S-аденозил-L-метіоніном. 
Локалізований у ядрі.